# Chiesa di San Gioacchino in Prati

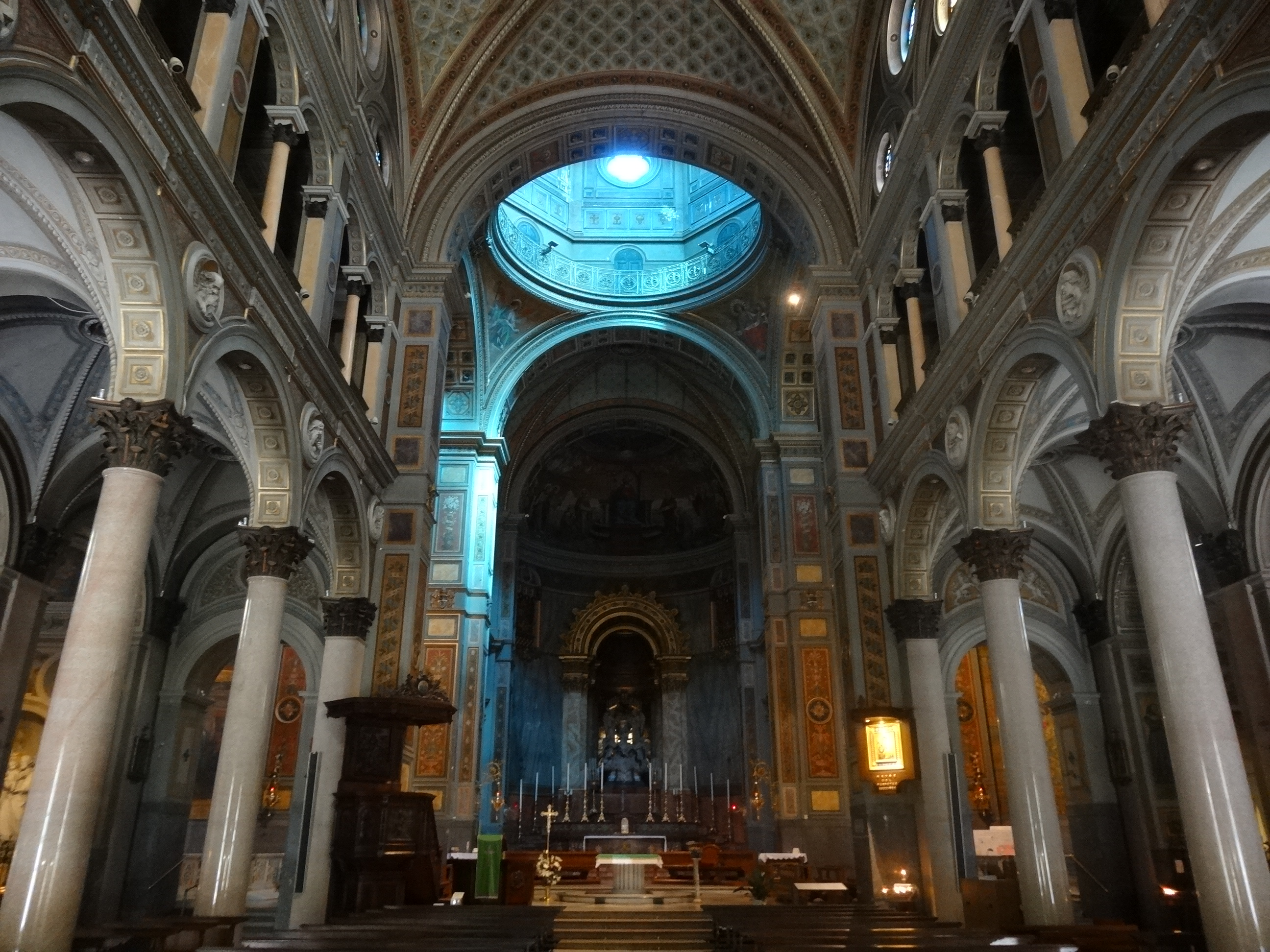
Vista dell'interno

La chiesa San Gioacchino in Prati è un luogo di culto cattolico di Roma, sede dell'omonima parrocchia, situato nel rione Prati, in via Pompeo Magno, presso piazza dei Quiriti. La chiesa è anche titolo cardinalizio, il cui titolare attualmente è il cardinale Leopoldo José Brenes Solórzano.

## Storia e descrizione
Questa chiesa fu costruita per volere di papa Leone XIII, che intendeva in questo modo celebrare il suo giubileo sacerdotale: la prima pietra fu posta nel 1881, ma i lavori furono intrapresi tra il 1891 e il 1898, anno in cui la chiesa fu aperta al pubblico (anche se i lavori si ultimarono solo nel 1911). Fu dedicata a san Gioacchino, il padre della Vergine Maria, a ricordo del nome di battesimo del papa.
Oltre che nei suoi aspetti architettonici, la chiesa ha anche valore in campo urbanistico perché, con altre del rione e del contiguo quartiere Trionfale (in parte coevo), racconta di una tendenza anticlericale diffusa alla fine dell'800 nel neonato stato italiano che voleva, ponendosi in contrasto con il Vaticano, minimizzare l'importanza dei luoghi di culto, assegnando loro un lotto edilizio qualsiasi nei costruendi quartieri in allineamento su strade anche secondarie e non, come ci si aspetterebbe, un lotto con affaccio sulla piazza principale del quartiere (anche in questo caso dove la piazza dei Quiriti è veramente prossima e presenta in affaccio semplice edilizia residenziale).
Particolarità della chiesa sono la cupola, in alluminio e traforata con stelle di cristallo, che danno luce in modo suggestivo al suo interno; e all'interno 14 cappelle dedicate a quattordici delle ventisette nazioni cattoliche che contribuirono, con le loro offerte, alla costruzione dell'edificio.
La chiesa, costruita dall'architetto Raffaele Ingami, è a tre navate, a croce latina, suddivise da colonne di granito rosa con capitelli in bronzo. Essa appare sontuosamente decorata con marmi policromi e arredi di metallo. La porta centrale è affiancata da due colonne donate dallo zar di Russia.
Nel 1908 l'organaro belga Jules Anneessens edificò in questa chiesa un organo a tre tastiere e 29 registri, restaurato nel 2008 dalla ditta Gustavo Zanin di Codroipo (UD).
La chiesa è parrocchia dal 1905 ed è affidata alla congregazione del Santissimo Redentore; è titolo cardinalizio dal 1960.
Nel corso dell'occupazione nazista di Roma, un gruppo di perseguitati (ebrei e politici) trovò rifugio all'interno della cupola della chiesa. La soluzione, necessaria a salvare un gruppo di rifugiati - inizialmente accolti nella sala cinematografica della parrocchia - dalle sempre più frequenti incursioni dell'esercito tedesco in ambienti religiosi, venne escogitata dall'Ing. Pietro Lestini, che conosceva tutti gli ambienti della chiesa. I rifugiati accettarono così di farsi rinchiudere in uno spazio ristretto, e senza luce, posto tra la volta della chiesa e il tetto. La muratura dell’unica porta d’ingresso terminò il 3 Novembre del 1943 e in quell'angusto spazio, fra indicibili disagi e privazioni, vissero ogni giorno da dieci a quindici persone: il loro unico collegamento con il mondo era una piccola finestra apribile, posta al centro del timpano a cinquanta metri da terra, attraverso la quale passavano uomini, e cose: cibo, vestiti, lettere, giornali, passatempi e anche rifiuti organici. I rifugiati uscirono dal loro nascondiglio il 7 giugno 1944.
Al termine della guerra, per aver salvato i perseguitati il Governo Israeliano dichiarò Giusti delle Nazioni il redentorista Padre Antonio Dréssino, parroco di San Gioacchino, la suora Margherita Bernès delle Figlie della Carità (la cui sede era proprio dinanzi alla Chiesa di San Gioacchino), addetta all’approvvigionamento del cibo e del vestiario, l’ingegner Lestini (che aveva organizzato il tutto e sovrintendeva alle operazioni logistiche) e sua figlia Giuliana, che curava i rapporti tra le famiglie e i rifugiati romani.

## Cappelle nazionali
Nella chiesa sono presenti quattordici cappelle nazionali, dedicate agli stati che le decorarono: Brasile, Portogallo, Baviera, Polonia, Canada, Inghilterra, Stati Uniti d'America, Spagna, Francia, Italia, Olanda, Belgio, Irlanda e Argentina.
- La cappella del Brasile fu progettata da Cesare Cappabianca e affrescata da Eugenio Cisterna; sull'altare c'è un polittico di legno con la Madonna di Aparecida; ai suoi lati si trovano i santi Paolo e Sebastiano (patroni del Brasile), mentre sopra ci sono Dio e i santi Antonio da Padova ed Elisabetta d'Ungheria. I dipinti alle pareti raffigurano la prima predicazione della fede cattolica nel paese (a sinistra) e la prima messa celebrata in Brasile (a destra). La volta ritrae la Madonna come Protettrice dell'America Latina, mentre stende un velo sul paese sudamericano.[1]
- La cappella del Portogallo fu progettata da Virginio Monti. Sull'altare c'è una statua di sant'Antonio di Padova (al quale è dedicata la cappella), ai lati della quale si trovano i santi Guglielmo vescovo, Anna, Margherita Maria Alacoque (allora una beata quando fu costruita la chiesa) e Bernardo. Nella parete di sinistra c'è un affresco che ritrae Gesù assieme a Marta e Maria, le sorelle di Lazzaro, ai cui lati si trovano sant'Andrea apostolo e il beato Alano della Rupe. Nella parete di destra è raffigurato il miracolo delle rose di sant'Elisabetta del Portogallo, fiancheggiata dai santi Ivo di Chartres e Simone (forse Simeone I di Gerusalemme). Sopra gli affreschi si trovano dei tondi con altri santi, mentre le lunette ritraggono la sacra Famiglia e sant'Antonio che cura un bambino. Nella volta si assiste alla gloria di sant'Antonio.[2]
- La cappella della Baviera si deve al redentorista Massimiliano Schmaltz, autore del progetto, e a Giovanni Scrivo, che realizzò l'altare. L'opera al centro ritrae l'imperatore Enrico II il Santo che approva il bozzetto per la cattedrale di Bamberga, assieme alla moglie Cunegonda. Ai lati si trovano i santi Burcardo, Pirminio, Volfango e Chiliano, più sopra Erentrude e Valpurga. Il quadro della parete di sinistra illustra il rimprovero del prefetto Eulasio da parte di san Massimiliano; ai suoi lati si trovano i santi Villibaldo e Valentino di Passavia, più sopra san Virgilio e san Gebardo. Nell'altra parete è raffigurato san Ruperto che battezza il duca Teodone; ai lati si trovano i santi vescovi Corbiniano, Bennone, Ulrico ed Emmerano. La lunetta di sinistra ritrae Pietro Canisio, quella di destra Maria Crescentia Höss. Nella volta venne dipinto il gesto della consacrazione dell'autorità civile e religiosa a Maria.[3]
- La cappella della Polonia fu decorata da Attilio Palombi. Il dipinto centrale raffigura l'icona della Madonna di Częstochowa sullo sfondo e otto santi in primo piano: sono (da sinistra a destra) Adalberto, Giovanni Canzio, Giovanni da Dukla (?), la regina Edvige, Simone da Lipnica (?), Giosafat Kuncewycz, il re Casimiro e Benedetto da Skalka. L'affresco della parete sinistra mette in scena la resurrezione di un morto operata da san Stanislao di Cracovia, mentre quello della parete destra ritrae il gesuita Stanislao Kostka che incita le truppe polacche ad affrontare i turchi. Rispettivamente, le lunette ritraggono l'apparizione di Gesù Bambino a san Giosafat (a sinistra) e san Giacinto che attraversa il fiume Vistola (a destra). La volta mostra Stanislao Kostka che riceve la comunione da un angelo.[4]
- La cappella del Canada è dedicata a sant'Anna, la moglie di Gioacchino e madre di Maria. Sopra un altare policromo in pavonazzetti si trova una tela di Virginio Monti che raffigura la presentazione di Maria al Tempio. Nella parete sinistra c'è una nicchia con una statua di santa Teresa di Lisieux (la patrona dei missionari), circondata da degli angeli che spargono dei fiori, e in quella destra viene illustrato un miracolo di sant'Anna, che avrebbe salvato da un naufragio dei pastori bretoni che la invocavano. Le lunette ritraggono due chiese dedicate a sant'Anna (il santuario canadese di Beaupré e quello francese di Auray) e nella volta fu dipinta la gloria della santa.[5]
- La cappella dell'Inghilterra si trova alla fine del transetto destro e venne decorata da Eugenio Cisterna e Virginio Monti. L'altare di marmi preziosi è decorato con degli specchi di alabastro e malachite e degli ornamenti in bronzo dorato. Sotto la mensa c'è un bassorilievo che riproduce l'Ultima Cena di Leonardo da Vinci. Sopra la mensa c'è il ciborio con uno sportello di malachite e lapislazzuli, con un'immagine di Gesù tra degli angeli. Sopra il tabernacolo si eleva il baldacchino atto a esporre il Santissimo Sacramento. Nella parete centrale c'è un panneggio nel quale sono raffigurati (da sinistra a destra) i santi Gregorio I, Agostino di Canterbury, Vinifreda ed Edmondo martire. In un riquadro di marmo si trova un dipinto con i santi Gioacchino e Anna, Maria infante e due angeli. Nella vetrata venne raffigurato il papa Leone XIII tra la Prudenza e la Temperanza, mentre ai lati della vetrata sono presenti i seguenti santi (da sinistra a destra): Tommaso Becket, Edoardo il Confessore, Elena Imperatrice, Beda il Venerabile, Cutberto, Mildreda, Tommaso Moro e Giovanni Fisher. Nella volta si trova l'apoteosi di san Gioacchino. I protagonisti degli affreschi degli archi laterali sono santa Margherita di Scozia, in preghiera, e san Giorgio, che affronta il drago.[6]
- La cappella degli Stati Uniti d'America è dedicata all'Immacolata Concezione e fu affrescata da Eugenio Cisterna. L'altare si trova nella parete sinistra e presenta una statua marmorea della Madonna realizzata dallo scultore Tripisciano. Dietro di lei c'è scritto "Tota pulchra es Maria" ("Tutta bella sei, Maria" in latino) e ai suoi lati si trovano gli arcangeli Michele e Gabriele. Nella parete di centro sono raffigurate Giuditta con la testa di Oloferne e Rebecca al pozzo, separate da una finestra. Nella parete di destra si trovano altre due eroine bibliche, Ester e Abigail, e al centro uno stemma con la bandiera statunitense. Nella volta sono presenti degli angeli e le iniziali dei nomi di Gesù e Maria.[7]
- La cappella della Spagna fu progettata da Carlo Busiri Vici, Eugenio Cisterna e Giulio Cesare Giuliani e venne ricavata da una delle sale della sacrestia. Venne inaugurata il 12 ottobre 1908 e venne dedicata alla Nostra Signora del Pilar. Si tratta di una cappella riccamente decorata e alcuni dei dipinti vennero realizzati da José Nogué Massó. L'altare in marmo di Carrara è sovrastato da una riproduzione della statua di Nostra Signora del Pilar, circondata da una vetrata colorata con degli angeli. La parete di sinistra presenta una statua di san Giuseppe Calasanzio e dei dipinti che ritraggono san Giovanni della Croce e Ildefonso di Toledo. Nell'altra parete furono realizzate quattro finestre nelle quali sono ritratti Isidoro l'Agricoltore, Isidoro di Siviglia, Tommaso di Villanova, Vincenzo Ferreri, Engrazia di Saragozza, Isabella d'Aragona, Vincenzo e Lorenzo. Al centro c'è una statua di santa Teresa d'Avila.[8]
- La cappella della Francia è dedicata al sacro Cuore di Gesù. Gli affreschi sono del Cisterna, il mosaico è di Cappabianca e l'altare è di Busiri Vici e Scrivo. L'altare si trova nella parete di destra e riprende i mosaici cosmateschi delle chiese bizantine. Al centro vi sono una riproduzione a mosaico dell'icona della Madre del Perpetuo Soccorso e una statua del sacro Cuore, fiancheggiata dai santi Luigi IX e Martino di Tours e sovrastata da un tondo di Benedetto Giuseppe Labre. Al centro della parete centrale c'è una finestra che ritrae Cristo che mostra il proprio cuore a santa Margherita Maria Alacoque; ai lati si trovano le sante Genoveffa e Giovanna Francesca de Chantal. Sotto il finestrone c'è un'urna con il corpo della santa martire Generosa. Nella parete di sinistra si trova un affresco che ritrae il vescovo Remigio che battezza Clodoveo; ai lati si trovano san Bernardo di Chiaravalle e san Vincenzo de' Paoli, mentre nella lunetta c'è Giovanna d'Arco. Nella volta si trovano una croce gemmata, un agnello e degli angeli.[9]Una parte della cappella dell'Italia

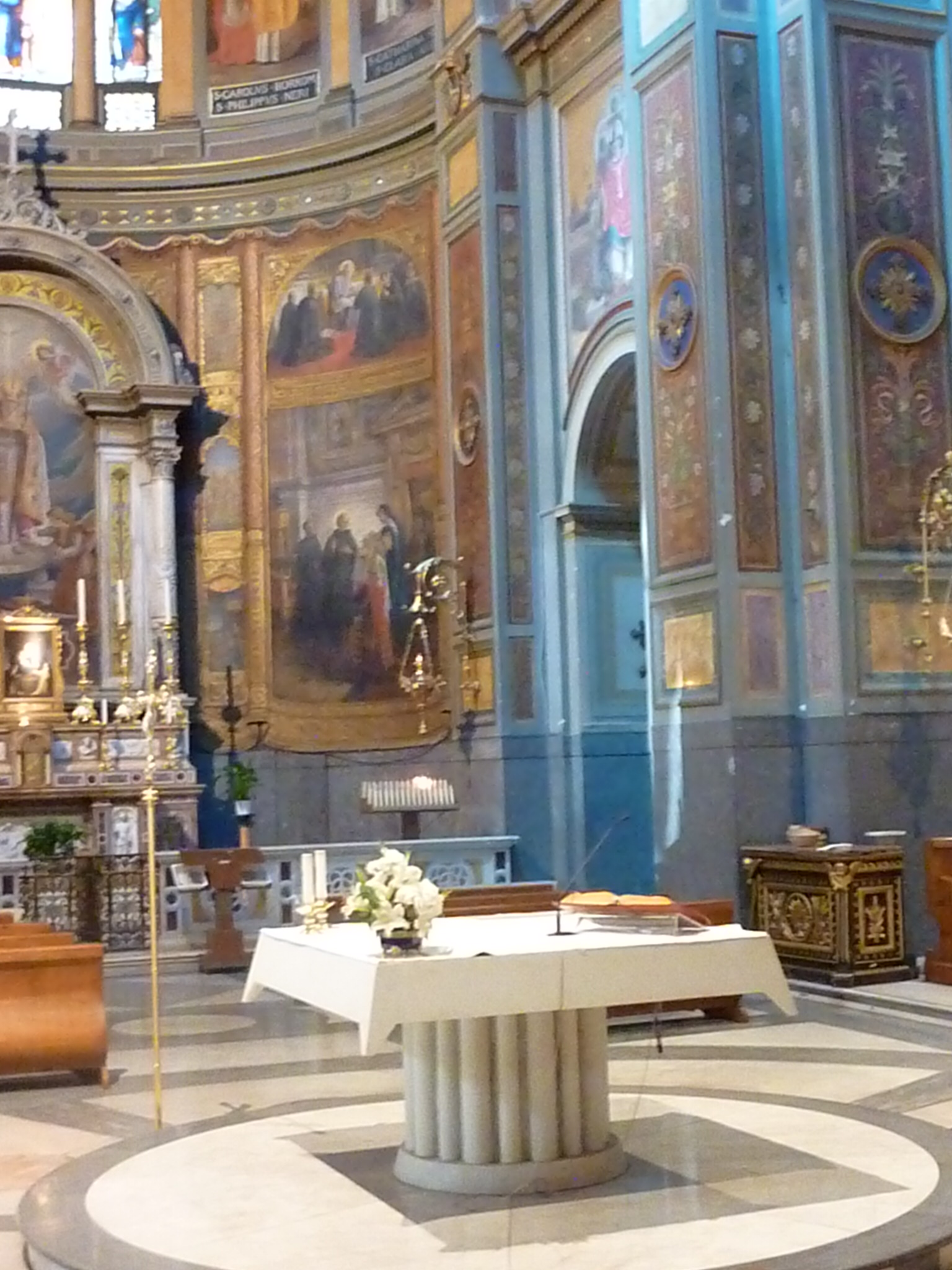
Una parte della cappella dell'Italia

- La cappella dell'Italia si trova alla fine del transetto sinistro ed è dedicata ad Alfonso Maria de' Liguori. Gli affreschi sono di Monti, mentre il disegno della volta si deve a Schmaltz. Al centro c'è la gloria di sant'Alfonso, circondato dagli angeli. La cappella presenta due registri. Nel primo sono presenti degli episodi della vita del santo: la presentazione a Francesco de Geronimo, Alfonso che dà ai compagni le regole del suo istituto (a destra), un'estasi dinnanzi alla Madonna dei sette veli a Foggia e la consegna delle regole alle monache (a sinistra). Il secondo registro presenta delle vetrate con san Pietro e le allegorie della Giustizia e della Fortezza, ai lati delle quali si trovano i seguenti santi italiani (da sinistra a destra): Francesco d'Assisi, Paolo della Croce, Ambrogio, Tommaso d'Aquino, Carlo Borromeo, Filippo Neri, Caterina da Siena e Chiara d'Assisi. Nella volta si ammira l'intercessione di sant'Alfonso con la Vergine Maria, oltre ai santi redentoristi Clemente Maria Hofbauer e Gerardo Majella. Negli archi laterali sono presenti degli affreschi con santa Lucia e san Gregorio I Magno.[10]
- La cappella dell'Olanda (i Paesi Bassi) fu affrescata da Attilio Palombi. L'affresco centrale ritrae la consacrazione di san Villibrordo come primo vescovo di Utrecht. Nella parete di sinistra si svolge il miracolo eucaristico di Amsterdam del 1345, nell'altro furono affrescati i martiri di Gorcum. Nella lunetta di sinistra santa Liduina viene confortata da un angelo, e nella lunetta di destra san Bonifacio viene assassinato. Nella volta si assiste alla preghiera di san Gervaso dinnanzi ai santi Pietro e Paolo.[11]
- La cappella del Belgio fu progettata da Carlo Busiri Vici e affrescata da Silvio Galimberti. Essendo dedicata a san Giuseppe, nella volta fu realizzato lo Sposalizio della Vergine, nelle lunette vennero messe in scena la Natività e la fuga in Egitto e l'affresco centrale ne illustra la morte. La parete di sinistra raffigura santa Giuliana di Liegi e in quella a destra c'è una statua di san Giuseppe affiancata da quattro tondi che simboleggiano quattro virtù (carità, povertà, fede e preghiera).[12]
- La cappella dell'Irlanda fu affrescata da Gagliardi e Cisterna, e decorata con un altare di marmo policromo scolpito da Scrivo. La cappella è dedicata a san Patrizio, che nell'affresco centrale è seduto in trono ed è circondato dai santi irlandesi Benigno di Armagh e Brigida. Nella parete sinistra sono raffigurati san Brandano con Ira e Mugino e, nella lunetta, san Colombano. Nella parete destra san Furseo abate contempla le fiamme dell'Inferno, mentre sopra di lui un santo restituisce un bambino a sua madre. Nella volta c'è l'apoteosi di san Patrizio.[13]
- La cappella dell'Argentina si deve al Cisterna. L'altare è in marmo rosa ed è sovrastato da un affresco con degli angeli che venerano la Nostra Signora di Luján. La parete sinistra presenta santa Giacinta e un "san Salomone" (forse il re biblico) e quella destra san Francesco Solano e santa Rosa da Lima. Le lunette illustrano, rispettivamente, l'apparizione della Madonna di Guadalupe a Giovanni Diego Cuauhtlatoatzin e san Martino che divide il suo mantello con un povero. Nella volta c'è la gloria del nome di Maria.[14]